# جعفر أباد (خدا أفرين)
جعفر أباد هي قرية في مقاطعة خدا أفرين، إيران. يقدر عدد سكانها بـ 12 نسمة بحسب إحصاء 2016.